# Козир Павло Пантелійович
Павло́ Пантелі́йович Ко́зир (4 грудня 1913, село Жовте, Катеринославська губернія — 2 серпня 1999, місто Одеса) — український радянський партійний діяч, 1-й секретар Вінницького обкому (1963—1970), 1-й секретар Одеського обкому (1970—1977) КПУ. Член ЦК КПУ в 1956—1981 роках. Кандидат у члени ЦК КПРС у 1961—1971 роках. Член ЦК КПРС у 1971—1981 роках. Герой Соціалістичної Праці (1973). Депутат Верховної Ради СРСР 5—9-го скликань, депутат Верховної Ради УРСР 4-го скликання.

## Послужний список
Народився у селянській родині в грудні 1913 р. в селі Жовте Верхньодніпровського повіту Катеринославської губернії (тепер —П'ятихатський район Дніпропетровської області).
Після закінчення семирічки в 1931 році був направлений на навчання до Ніжинського технікуму радянського будівництва і права, після закінчення першого курсу якого перевівся до Харківського інституту педпрофосвіти. Але продовжити навчання не вдалося. Козир виїхав до П'ятихаток, де в жовтні 1932 р. почав працювати завідувачем сектору редакції місцевого радіомовлення.
З травня 1933 року по січень 1934 року працював інструктором і керівником П'ятихатської філії «Вукоопспілки», завідувачем парткабінету П'ятихатського районного комітету КП(б)У Дніпропетровської області. Потім, три місяці пропрацювавши літературним співробітником районної газети, отримав посаду відповідального секретаря газети Політичного відділу П'ятихатської МТС Дніпропетровської області.
У лютому 1935 року був призначений відповідальним редактором газети «За радянський азот» азотно-тукового заводу міста Дніпродзержинська Дніпропетровської області.
У листопаді 1935 року був призваний на військову службу, служив у 18-му кавалерійському полку НКВС Туркестанського військового округу. З вересня 1937 до квітня 1938 був слухачем Ашхабадської правової школи Наркомату юстиції Туркменської РСР, яку, однак, не закінчив.
У квітні — вересні 1938 — заступник відповідального редактора газети «Комсомолец Туркменистана».
У вересні 1938 — грудні 1939 — завідувач відділу комсомольських органів ЦК ЛКСМ Туркменістану.
Член ВКП(б) з 1939.
У вересні 1939 — серпні 1941 — 1-й секретар Ашхабадського обласного комітету ЛКСМ Туркменістану.
У серпні 1941 — жовтні 1945 — в Червоній армії. З серпні 1941 року служив помічником начальника Політичного відділу з комсомольської роботи 58-го стрілецького корпусу. З травня 1943 — інструктор з організаційно-партійної роботи 58-го стрілецького корпусу на території Ірану.
У листопаді 1945 — грудні 1946 — 2-й секретар Крижопільського районного комітету КП(б)У Вінницької області. У грудні 1946 — грудні 1948 — 1-й секретар Ситківецького районного комітету КП(б)У Вінницької області.
У грудні 1948 — грудні 1950 — 1-й секретар Могилів-Подільського міського комітету КП(б)У Вінницької області.
З 1950 до 1952 року — слухач дворічних Ленінських курсів при ЦК ВКП(б). У 1952 заочно закінчив Вищу партійну школу при ЦК ВКП(б).
У січні 1953 — січні 1954 — відповідальний редактор обласної газети «Вінницька правда».
У січні — листопаді 1954 — секретар Вінницького обласного комітету КПУ. 3 листопада 1954 — 22 серпня 1955 — 2-й секретар Вінницького обласного комітету КПУ.
22 серпня 1955 — січень 1963 — 1-й секретар Вінницького обласного комітету КПУ.
Одночасно з червня 1958 року — член Військової ради 43-ї повітряної армії.
У січні 1963 — грудні 1964 — 1-й секретар Вінницького сільського обласного комітету КП України. У грудні 1964 — 7 травня 1970 року — 1-й секретар Вінницького обласного комітету КП України.
6 травня 1970 року — 30 червня 1977 року — 1-й секретар Одеського обласного комітету КП України. Був звільнений з посади нібито за скандал з весіллям родичів, яке відзначалось на прогулянковому кораблі, який, втративши орієнтацію, заплив у турецькі територіальні води.
З 1977 року — на пенсії. 
Помер в 1999 році в м. Одеса. Похований на Новоміському (Таїровському) кладовищі.

## Нагороди
- Герой Соціалістичної Праці (8.12.1973)
- чотири ордени Леніна (26.02.1958, 13.12.1963, 22.03.1966, 8.12.1973)
- орден Трудового Червоного Прапора (23.01.1948)
- ордени
- медалі